# Le Berry républicain
Pour les articles homonymes, voir Berry (homonymie).
Le Berry républicain est un quotidien départemental français diffusé dans le département du Cher. Il fait partie du groupe Centre France.

## Présentation

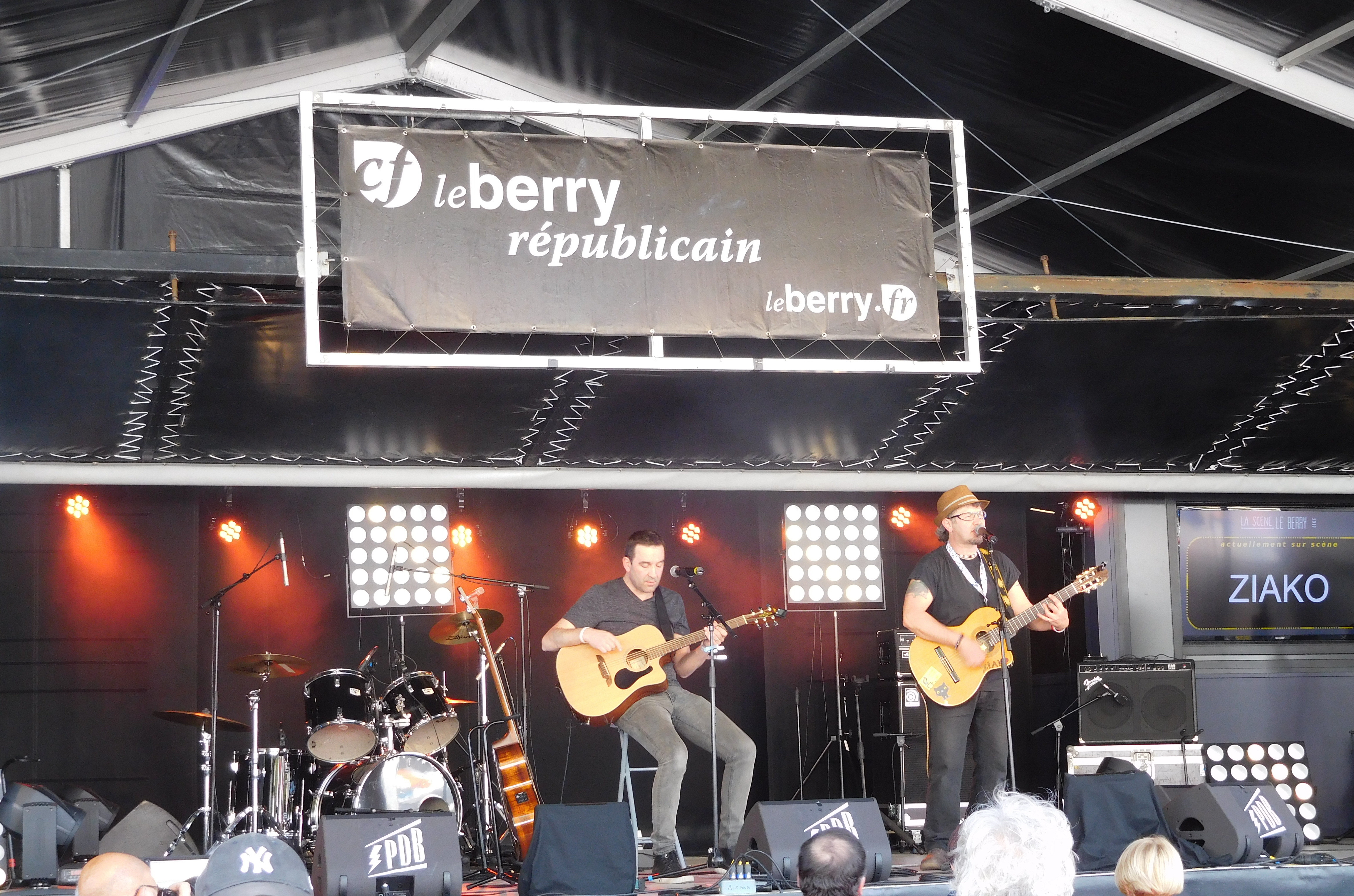
La scène « Le Berry » au Printemps de Bourges 2019.

Le Berry républicain, fondé et dirigé par Claude Frézal, qui en est le propriétaire, dirigeant de la Fédération nationale de la presse française et proche du général de Gaulle, est issu de la fusion, le 12 septembre 1944, du Patriote berrichon, de La Voix de la Résistance et de En avant !.
Le 16 septembre 1944, Le Berry républicain publie son premier numéro comme journal de tous les mouvements de Résistance du Cher avec un éditorial intitulé « Du Maquis au grand jour ».
En novembre 1960, Claude Frézal mettra en vente son journal, Robert Hersant, condamné en 1947 à dix ans d'indignité nationale pour collaboration avec l'Allemagne nazie, complète l'ensemble des éditions de Centre-Presse en prenant la majorité du capital du Berry républicain,,. Il revendra le journal à La Montagne en décembre 1981 pour vingt-six millions de francs avec une plus-value modeste.
Le journal a adopté la couleur le 14 mai 1985 et le format tabloïd en janvier 2008.
Sa diffusion quotidienne est d'environ 33.767 exemplaires par jour en 2013 et son audience de 112 537 lecteurs. En 2020, sa diffusion quotidienne totale s'élève à 26.644 exemplaires et son audience à 207.000 lecteurs.

## Diffusion

Ancien logo.

| Année | Diffusion France payée | Diffusion totale |
| ----- | ---------------------- | ---------------- |
| 2022  | 22 353                 | 22 922           |
| 2021  | 23 884                 | 24 469           |
| 2020  | 25 853                 | 26 644           |
| 2019  | 26 412                 | 27 237           |
| 2018  | 27 760                 | 28 623           |
| 2017  | 28 844                 | 29 717           |
| 2016  | 29 876                 | 30 766           |
| 2015  | 31 283                 | 32 151           |
| 2014  | 32 178                 | 33 014           |